# Thaia (Plantae)
Thaia je monotipski rod orhideja iz potporodice Epidendroideae, jedina u tribusu Thaieae. Jedina je vrsta T. saprophytica iz južne Kine, Tajlanda i Laosa